# NGC 693
NGC 693 è una galassia lenticolare situata nella costellazione dei Pesci, a una distanza di circa 61,5 milioni di anni luce dalla nostra Via Lattea.

## Scoperta
NGC 693 è stata scoperta il 25 dicembre 1790 dall'astronomo britannico di origine tedesca William Herschel.

## Descrizione
NGC 693 presenta una larga riga a 21 cm dell'idrogeno neutro. Nella galassia sono presenti anche regioni di idrogeno ionizzato.

## Gruppo di NGC 676
NGC 693 fa parte del Gruppo di NGC 676, un piccolo raggruppamento che conta almeno tre galassie. Le due altre galassie del gruppo sono NGC 676 e NGC 718.